# Ճ
La Che, o Če (mayúscula: Ճ; minúscula: ճ; en armenio: ճե) es la decimonovena letra del alfabeto armenio.  Representa la africada postalveolar sorda (/t͡ʃ/) en armenio oriental, y la africada postalveolar sonora (/d͡ʒ/) en variedades occidentales de armenio. Creado por Mesrop Mashtots en el siglo V, tiene un valor numérico de 100. Su forma es visualmente similar a la letra cirílica Be (б). Su forma en minúscula también es similar a la forma minúscula de la letra latina B (b).

## Galería

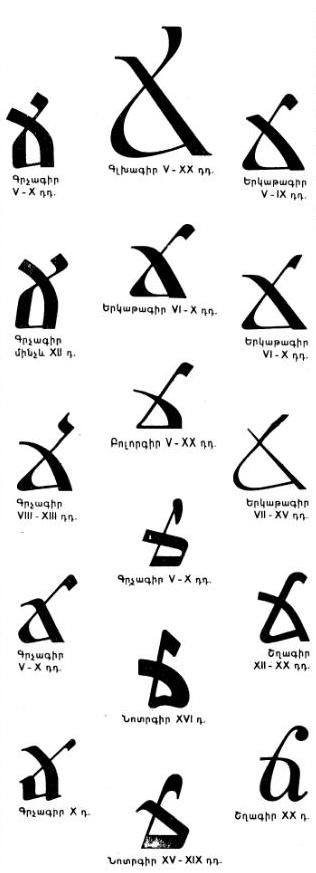
Varias fuentes históricas

Erkat'agir redondeada
Erkat'agir angular
Bolorgir
Notrgir
Shghagir
Forma tipográfica
Forma manuscrita

## Codificación
| Carácter      | Ճ                            | Ճ                            | ճ                          | ճ                          |
| ------------- | ---------------------------- | ---------------------------- | -------------------------- | -------------------------- |
| Unicode       | ARMENIAN CAPITAL LETTER CHEH | ARMENIAN CAPITAL LETTER CHEH | ARMENIAN SMALL LETTER CHEH | ARMENIAN SMALL LETTER CHEH |
| Codificación  | decimal                      | hex                          | decimal                    | hex                        |
| Unicode       | 1347                         | U+0543                       | 1395                       | U+0573                     |
| UTF-8         | 213 131                      | D5 83                        | 213 179                    | D5 B3                      |
| Ref. numérica | &#1347;                      | &#x543;                      | &#1395;                    | &#x573;                    |